# A. J. Price
Pour les articles homonymes, voir Price.
Anthony Jordan Price (né le 7 octobre 1986 à Orange, New Jersey) est un basketteur américain évoluant au poste de meneur.

## Biographie
Le 24 juillet 2012, il rejoint les Wizards de Washington. Lors d'un match de présaison à Brooklyn, il reçoit une technique après une prise de bec avec Deron Williams. Le 8 décembre 2012, alors qu'il est titulaire, il se blesse à la main droite et doit s'absenter entre quatre et six semaines.
En août 2013, non conservé par les Wizards, il se dit prêt à quitter la NBA. Cependant, en septembre, il rejoint les Timberwolves du Minnesota,. Le 3 avril 2014, il est coupé par les Timberwolves.
Recruté par les Pacers de l'Indiana, son contrat est rompu le 28 novembre 2014. Deux jours plus tard, il est recruté par les Cavaliers de Cleveland.

## Records personnels sur une rencontre de NBA
Les records personnels d'A. J. Price, officiellement recensés par la NBA sont les suivants :
| Type de statistique        | Saison régulière | Saison régulière          | Saison régulière | Playoffs | Playoffs           | Playoffs      |
| Type de statistique        | Record           | Adversaire                | Date             | Record   | Adversaire         | Date          |
| -------------------------- | ---------------- | ------------------------- | ---------------- | -------- | ------------------ | ------------- |
| Points                     | 24               | @ Bulls de Chicago        | 17 avril 2013    | 13       | @ Bulls de Chicago | 18 avril 2011 |
| Paniers marqués            | 9                | 2 fois                    |                  | 3        | 3 fois             |               |
| Paniers tentés             | 17               | @ Bulls de Chicago        | 17 avril 2013    | 9        | Bulls de Chicago   | 21 avril 2011 |
| Paniers à 3 points réussis | 5                | 3 fois                    |                  | 2        | 3 fois             |               |
| Paniers à 3 points tentés  | 9                | 4 fois                    |                  | 4        | 2 fois             |               |
| Lancers francs réussis     | 5                | 4 fois                    |                  | 5        | @ Bulls de Chicago | 18 avril 2011 |
| Lancers francs tentés      | 7                | @ Bulls de Chicago        | 15 novembre 2014 | 5        | @ Bulls de Chicago | 18 avril 2011 |
| Rebonds offensifs          | 3                | Kings de Sacramento       | 25 mars 2011     | 2        | @ Bulls de Chicago | 18 avril 2011 |
| Rebonds défensifs          | 8                | Timberwolves du Minnesota | 11 février 2011  | 3        | Bulls de Chicago   | 21 avril 2011 |
| Rebonds totaux             | 8                | Timberwolves du Minnesota | 11 février 2011  | 3        | 2 fois             |               |
| Passes décisives           | 14               | @ Pacers de l'Indiana     | 10 novembre 2012 | 2        | @ Bulls de Chicago | 26 avril 2011 |
| Interceptions              | 3                | 3 fois                    |                  | 2        | Bulls de Chicago   | 21 avril 2011 |
| Contres                    | 1                | 9 fois                    |                  |          |                    |               |
| Balles perdues             | 6                | @ Celtics de Boston       | 7 novembre 2012  | 5        | @ Bulls de Chicago | 18 avril 2011 |
| Minutes jouées             | 37               | 2 fois                    |                  | 24       | @ Bulls de Chicago | 18 avril 2011 |

- Double-double : 1 (au 16/11/2014)
- Triple-double : aucun.